# Dwarfs!?
Dwarfs!? è un videogioco di strategia incentrato sull'esplorazione di una miniera abitata da nani. Scavando nella terra i nani estraggono oro, formano guerrieri e avamposti, scoprono filoni e nuove cave piene di tesori o pericoli come goblin, acqua o lava.